# Bardsdell-Nunatak
Der Bardsdell-Nunatak ist ein größtenteils eisfreier und 2000 m hoher Nunatak des Palmerlands im Süden der Antarktischen Halbinsel. Er ragt unmittelbar südlich des Gebirgskamms Dalziel Ridge in den Columbia Mountains östlich des Dyer-Plateaus auf.
Der United States Geological Survey kartierte ihn im Jahr 1974. Das Advisory Committee on Antarctic Names benannte ihn nach dem Geologen Mark Bardsdell von der Columbia University, der zwischen 1970 und 1971 das Gebiet um den Inselbogen Scotia Ridge in der Scotiasee untersuchte.